# Jonathan M. Shiff
Jonathan Mark Shiff (Austrália, 24 de março de 1965) mais conhecido como Jon Shiff, é um diretor australiano natural de Gold Coast, Queensland. Seu trabalho de maior destaque foi a série H2O Meninas Sereias. Atualmente, vive em uma fazenda isolado sem contato com o mundo da fama.

Shiff foi educado como advogado  e conseguiu um emprego na empresa australiana Crawford Productions, onde foi treinado para ser produtor na década de 1970. (Segundo o IMDb ele se formou na Swinburne Film & Television School, na Austrália). Até o final da década de 1980 ele fundou sua própria empresa e, desde então, produziu dois educacional e uma série dúzia de ação ao vivo para Australian TV, a maioria sendo bem sucedida Ocean Girl (1994-1997) e H2O: Just Add Water (2006- 2010).

Por conta do sucesso de H2O (e, a fim de fazer face financeiros se encontram com os regulamentos em um regime de imposição rebate australiana que limitam o desconto para a produção de 65 episódios) até o final de 2008, ele anunciou que estava planejando produzir um filme completo, próximo à série. Isso nunca aconteceu. Em vez disso, uma série derivada Mako: Island of Secrets foi produzida em 2012.

Outras produções de Jonathan M. Shiff incluem:
- Procure os animais mais secretos do mundo (1989–1999)
- Massacre no Banho do Bebê (1994)
- Kelly (1991)
- Ocean Girl ( Ocean Odyssey no Reino Unido) (1994–1997)
- Thunderstone (1999-2000)
- As Novas Aventuras da Garota do Oceano (2000)
- Cybergirl (2001–2002)
- Horace e Tina (2001)
- Ilhas Piratas (2003)
- Wicked Science (2004–2006)
- Scooter: Agente Secreto (2005)
- H2O: Just Add Water (2006-2010)
- Ilhas Piratas: O Tesouro Perdido de Fiji (2007)
- The Elephant Princess (2008–2011)
- Lightning Point ( Alien Surf Girls nos EUA) (2012)
- Médicos de Recife (2013)
- Mako Mermaids (2013–2016)
- H2O: Mermaid Adventures (2015)
- The Bureau of Magical Things (2018 – presente)